# Batalla de Racławice

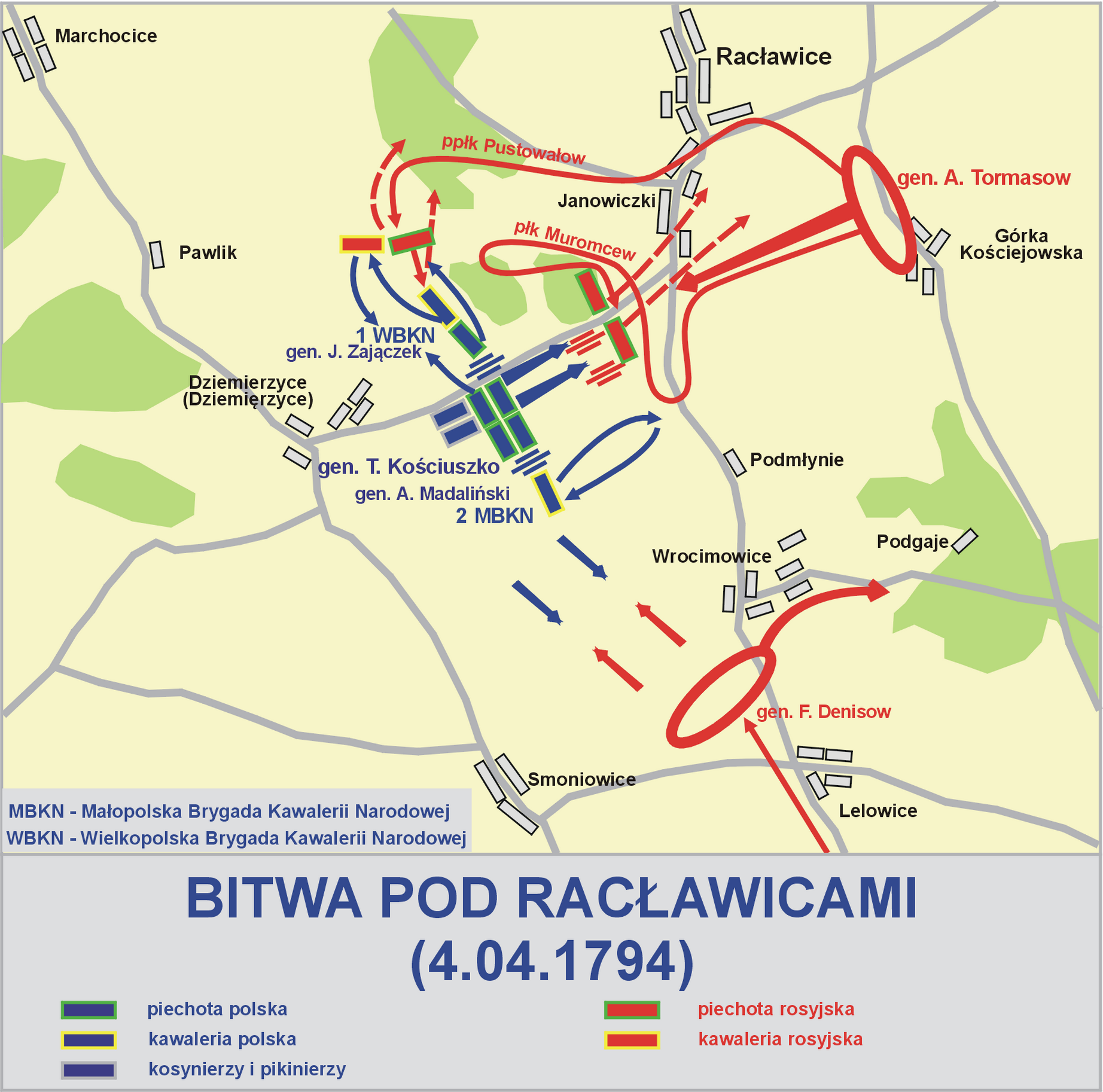
Esquema de la batalla.

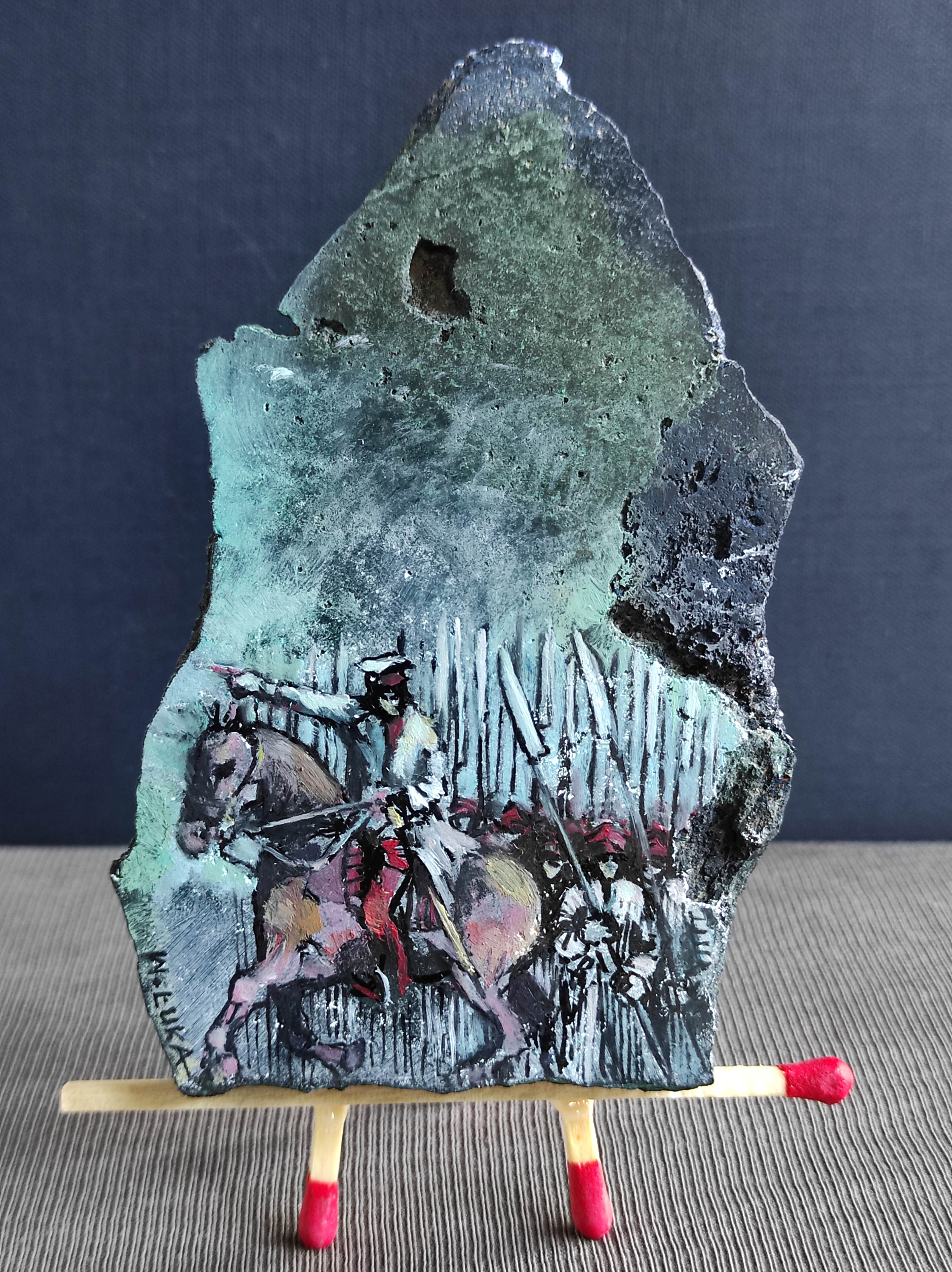
La batalla de Racławice, por Wojciech Łuka (2023). Óleo sobre malaquita y lapislázuli, 132 × 77 mm, actualmente en exhibición en el Muzeum Miniaturowej Sztuki Profesjonalnej Henryk Jan Dominiak en Tychy.

La batalla de Racławice (en polaco, Bitwa pod Racławicami) fue una de las primeras batallas del levantamiento polaco-lituano de Kościuszko contra el Imperio ruso. Los ejércitos se enfrentaron el 4 de abril de 1794 cerca del pueblo de Racławice en la Pequeña Polonia.
El sitio de la batalla es uno de los Monumentos Históricos nacionales oficiales de Polonia (Pomnik historii), designado el 1 de mayo de 2004. La Junta de Patrimonio Nacional de Polonia lo mantiene en su listado.

## La batalla
El general Denisov, con 2500 soldados, había planeado atacar a los polacos desde el sur, mientras que la fuerza de 3000 soldados de Tormasov bloqueaba a las fuerzas de Kościuszko. Al encontrarse con las tropas de Tormasov, Kościuszko ocupó una colina cercana, el general Antoni Madaliński se ubicó a su derecha y el general Józef Zajączek a su izquierda. Sin esperar más, Tormasov atacó la colina a las 3:00 p. m., preparando su artillería. Kościuszko inspiró a las brigada campesinas al grito de "¡Mis muchachos, tomen esa artillería! ¡Por Dios y la Patria! ¡Avancen con fe!"
El primer grupo de campesinos capturó tres cañones de doce libras y la segunda ola capturó ocho cañones más. Moviéndose hacia su flanco izquierdo, Kościuszko dirigió una carga de bayoneta cuando los rusos huyeron, seguidos de cerca por las guadañas.
El orden de batalla polaco fue el siguiente:
| 2 batallones                         | Regimiento de Infantería de Czapski   | 400 con bayonetas |
| 2 batallones                         | Regimiento de Infantería de Wodzicki  | 400 con bayonetas |
| 2 batallones                         | Regimiento de Infantería de Ożarowski | 400 con bayonetas |
| 1 batallón                           | Regimiento de Infantería de Raczyński | 200 con bayonetas |
| 10 escuadrones de caballería         | Antoni Madaliński                     | 400 con sables    |
| 10 escuadrones de caballería         | Magnet                                | 400 con sables    |
| 4 escuadrones de caballería          | Biernacki                             | 160 con sables    |
| 2 escuadrones de caballería auxiliar | Duque de Württemberg                  | 80 con sables     |
| 2440 hombres en total                |                                       |                   |

Además, la Pequeña Polonia desplegó aproximadamente 2000 campesinos armados con guadañas de guerra y picas, conocidas como kosynierzy, así como once cañones. El resultado de la batalla fue una victoria táctica polaca, con Kościuszko derrotando a un enemigo numéricamente inferior. Sin embargo, sus fuerzas eran demasiado pequeñas para emprender una persecución exitosa, y el Cuerpo del General Denisov evadió la destrucción y continuó operando en la Pequeña Polonia.

## Consecuencias
Kosciuszko regresó a Cracovia y acampó en los campos de Bosutów.

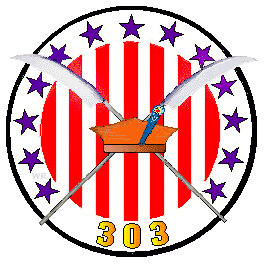
Emblema del Escuadrón N.° 303.

Después de la batalla, Kościuszko desfiló ante sus tropas con un sukmana, un atuendo tradicional usado en la Pequeña Polonia, en honor a la valentía de los campesinos, cuyas cargas aseguraron la rápida captura de la artillería rusa. También elogió a Wojciech Bartosz Głowacki, un campesino que fue el primero en capturar el cañón (es visible en la pintura de Matejko, arriba). Él sofocó su fusible con su sombrero antes de que llegara a disparar. A cambio recibió como premio la nobleza, su libertad, una extensión de tierra y se convirtió en abanderado.
La victoria fue promovida posteriormente en Polonia como un gran éxito y ayudó a difundir la insurrección de Kościuszko a otras áreas de Polonia e instigar el levantamiento de Varsovia de 1794. Además, la participación de los campesinos voluntarios fue vista por muchos como el punto de partida de la evolución política del campesinado polaco, pasando de ser siervos a ciudadanos de la nación con los mismos derechos.

## Legado
Tanto la gorra roja que usaban sus soldados como las guadañas de guerra caseras fueron más tarde parte del emblema del Escuadrón de Combate N.° 303 de la RAF, que participó en la batalla de Inglaterra.
La batalla de Racławice se conmemora en la Tumba del soldado desconocido, Varsovia, con la inscripción "RACŁAWICE 4 IV 1794".

## Véase también

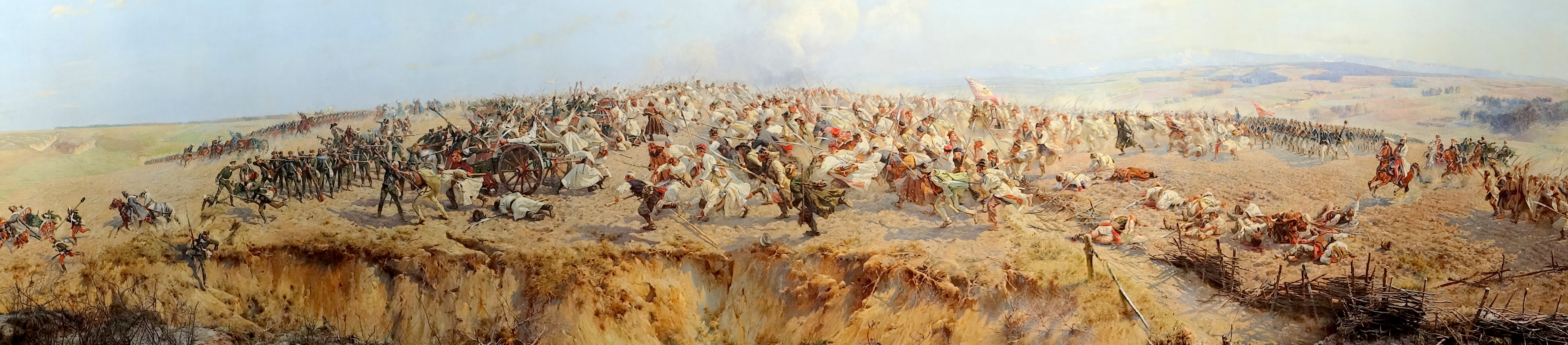
Panorama de Racławice